# Johan Johansson i Stockholm
Johannes (Johan) Johansson, född 28 februari 1826 i Uråsa, död 6 januari 1907 i Stockholm, var en svensk direktör och politiker (liberal). 
Johannes Johansson föddes som utomäktenskaplig son till pigan Maria Nilsdotter. Han fick aldrig gå i skola och 11 år gammal fick han arbete som biträde vid ett pappersbruk för att senare bli jordbruksarbetare. 20 år gammal reste han till Stockholm där han efter ett år under svåra förhållanden fick anställning hos stadsmajoren E. Nordlander som sysslade med sädeshandel. Efter några års arbete där gjorde han sig bemärkt och anställdes på en förtroendepost 1854 hos Svanberg & Co. som var ägare till Eldkvarn. Samtidigt ägnade han sig på fritiden åt självstudier. 1859 fick han själv burskap som minuthandlare med spannmål och började senare syssla med spannmålsaffärer på Norrland, från 1885 titulerade han sig själv grosshandlare. År 1867 hade han blivit direktör för Uppsala ångqvarns Stockholmskontor och var från 1882 meddirektör för Stockholms ångkvarns- och vedsågningsaktiebolag.
Johan Johansson (i riksdagen med förtydligandet i Stockholm) var riksdagsledamot för Stockholms stads valkrets i andra kammaren åren 1882–1887 och 1891–1896. Från 1895 och framåt tillhörde han den liberala partigruppen Folkpartiet. Han var bland annat ledamot av tillfälliga utskottet 1884 och av bankoutskottet 1885–1887. 
Han var under 30 år ordförande i ordenssällskapet W:6, samt 31 år ordförande för välgörenhetssällskapet Jultomtarna. Han publicerade även visor, bland annat samlingen Riksdagsvisor 1884 (1884).